# Liste de ponts de la Haute-Loire

## Ponts de longueur supérieure à 100 m
Les ouvrages de longueur totale supérieure à 100 m du département de la Haute-Loire sont classés ci-après par gestionnaires de voies.

### Routes nationales
- Viaduc de Pont-Salomon, Pont-Salomon
- Viaduc du Lignon, Monistrol-sur-Loire - Saint-Maurice-de-Lignon

## Ponts sur la Loire
- Pont, Aurec-sur-Loire
- Pont, Bas-en-Basset
- Pont, Beauzac
- Pont, Saint-Maurice-de-Lignon - Beauzac
- Pont, Beauzac
- Pont ferroviaire de Bourange-Brenas, Beauzac - Retournac
- Pont ferroviaire du Trignadour, Retournac
- Pont-barrage du Chambonnet, Retournac
- Pont des Droits de l'Homme, Retournac (route départementale D9)
- Pont ferroviaire de Changue, Retournac
- Pont ferroviaire, Chamalières-sur-Loire
- Pont, Chamalières-sur-Loire (route départementale D35)
- Pont, Vorey-sur-Arzon
- Pont, Vorey-sur-Arzon
- Pont, Beaulieu - Saint-Vincent
- Pont, Lavoûte-sur-Loire
- Pont ferroviaire 1, Lavoûte-sur-Loire
- Pont ferroviaire 2, Lavoûte-sur-Loire
- Pont ferroviaire 3, Lavoûte-sur-Loire
- Pont, Chaspinhac - Polignac
- Pont, Le Monteil - Chadrac (route départementale D103)
- Pont, Le Monteil - Chadrac (route nationale RN88)
- Pont de la Chartreuse, Brives-Charensac
- Pont Gallard, Brives-Charensac
- Vieux Pont, Brives-Charensac
- Pont, Coubon
- Pont, Chadron (route départementale D21)
- Pont, Goudet
- Pont, Salettes - Lafarre (route départementale D500)

## Ponts sur l'Allier
- Pont suspendu de Chilhac, construit en 1883 par Ferdinand Arnodin
- Viaduc de Costet à Langeac pour la ligne de Saint-Germain-des-Fossés à Nîmes-Courbessac
- Pont routier de Langeac
- Pont de Lavoûte-Chilhac
- Pont suspendu de Saint-Ilpize, premier pont suspendu construit avec des câbles toronnés construit en 1879 par Ferdinand Arnodin
- Pont de Vieille-Brioude

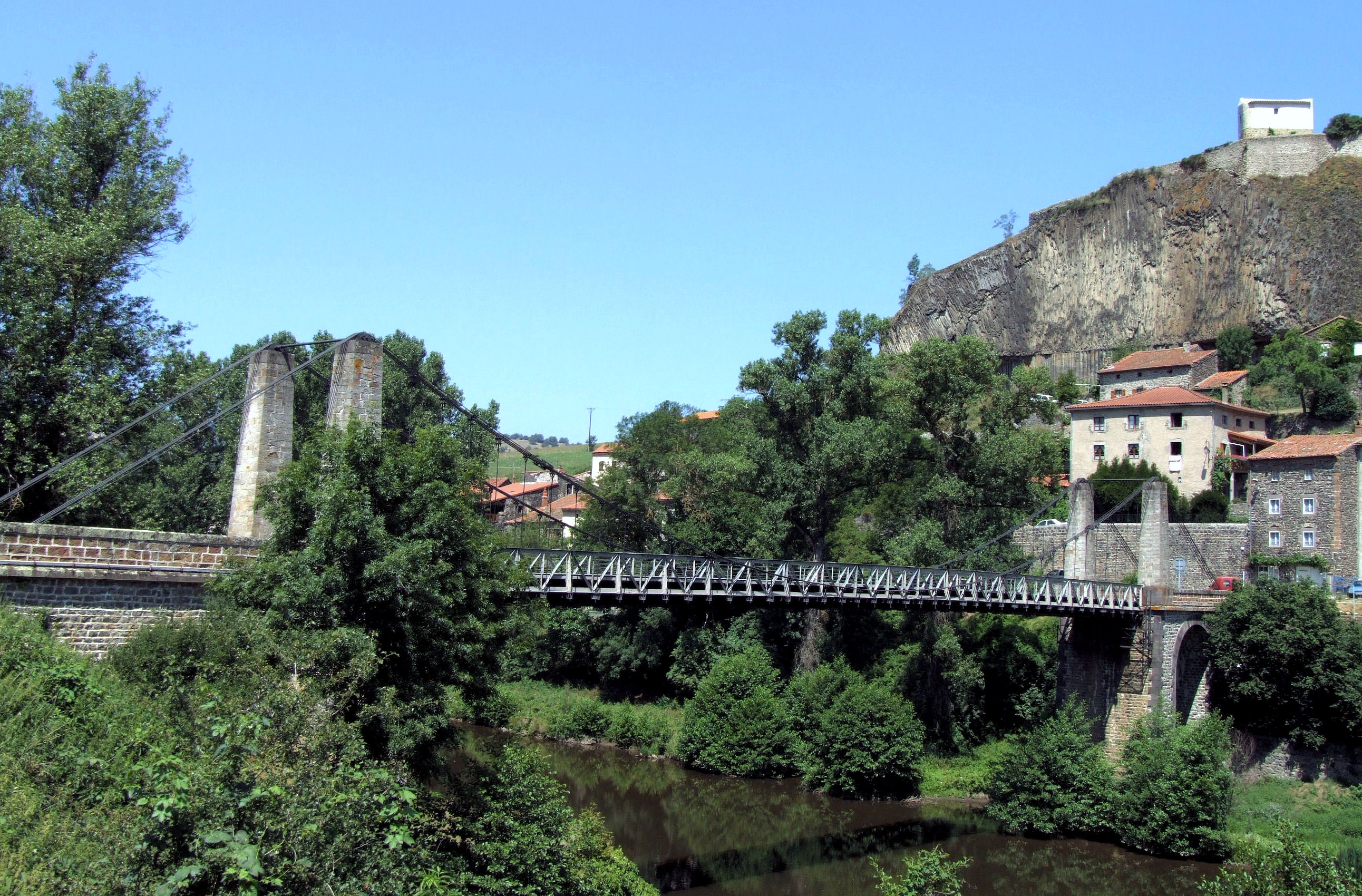
Pont suspendu de Chilhac
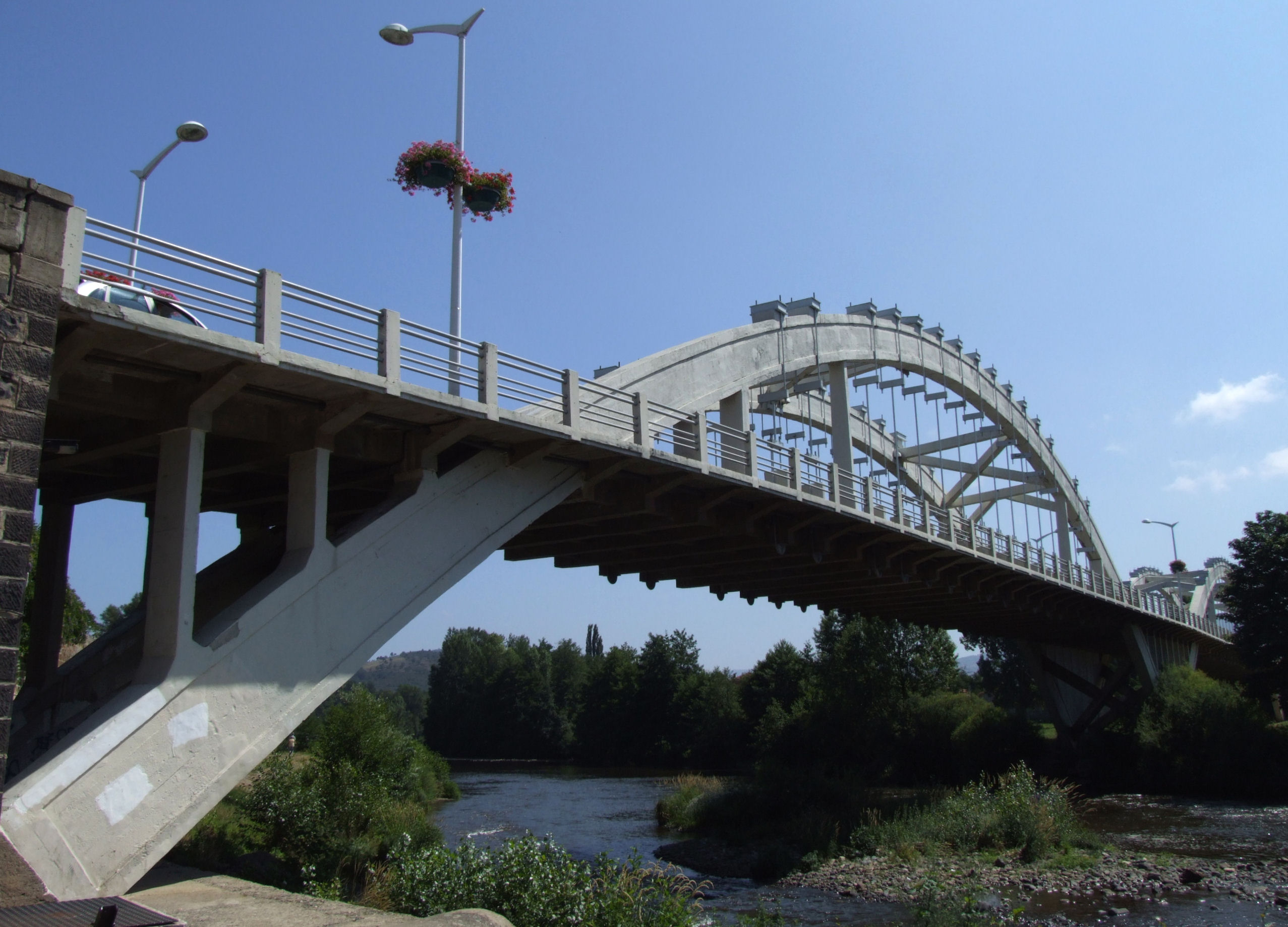
Pont routier de Langeac
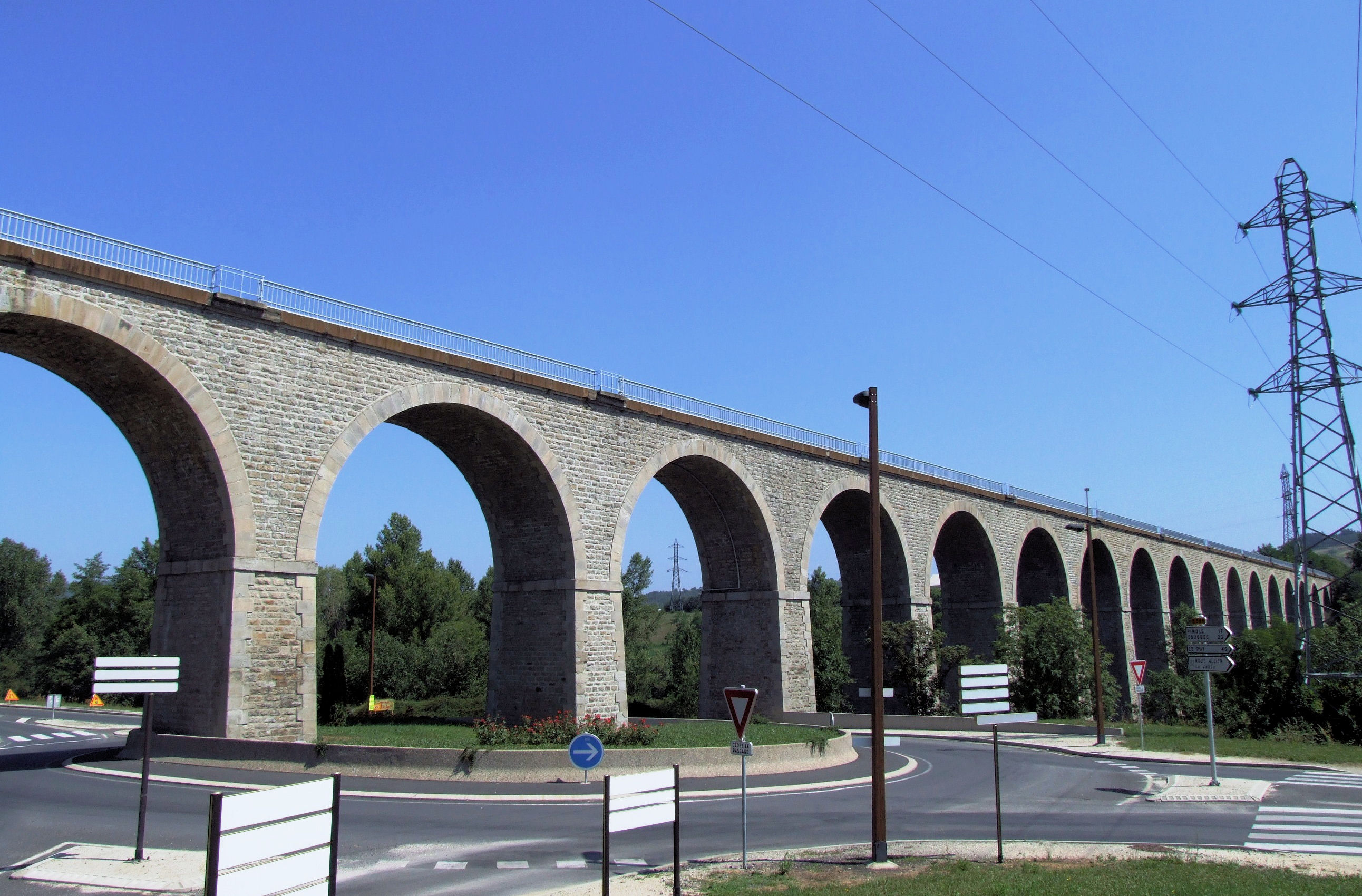
Pont ferroviaire de Langeac sur l'Allier
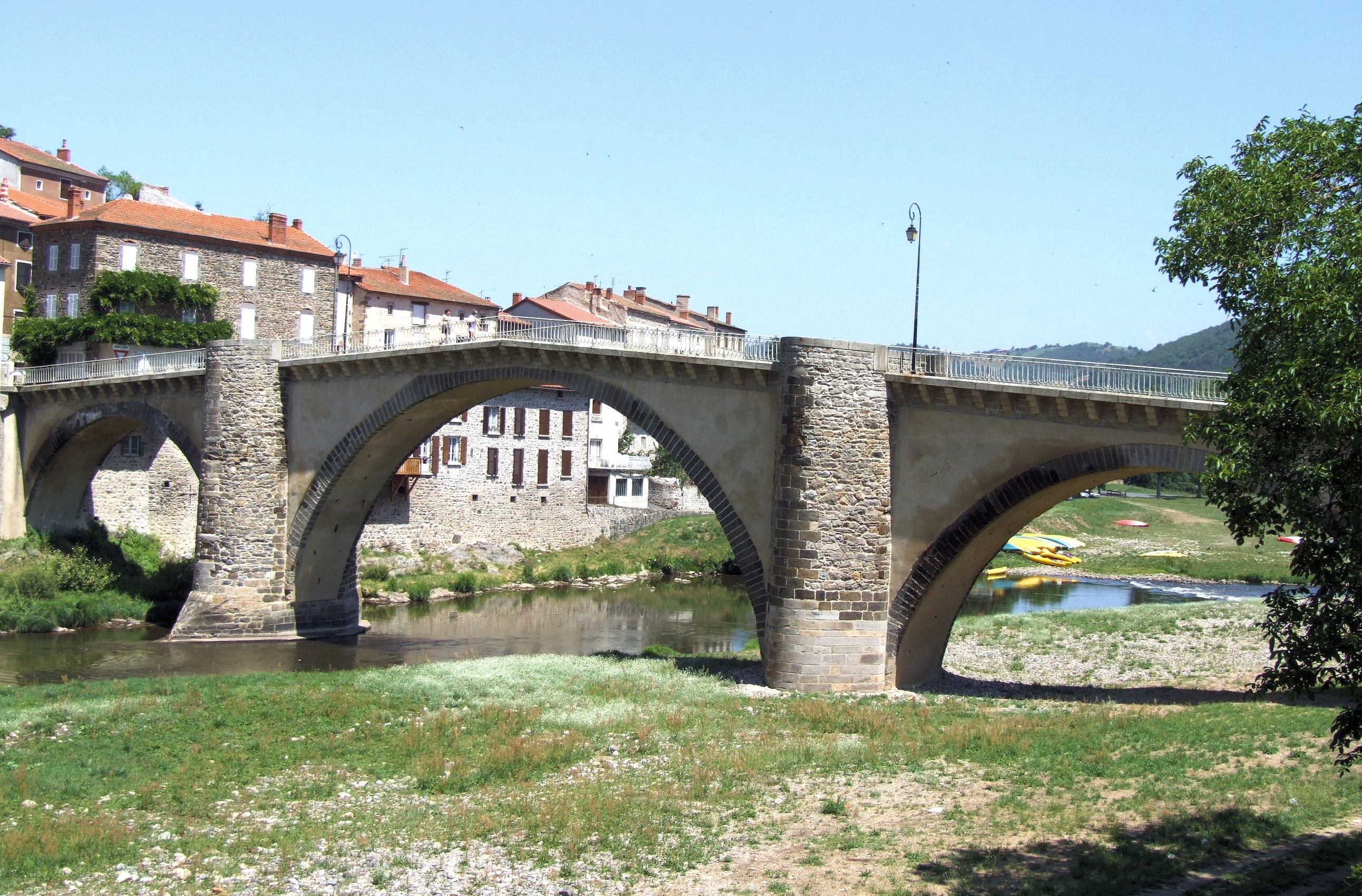
Pont de Lavoûte-Chilhac
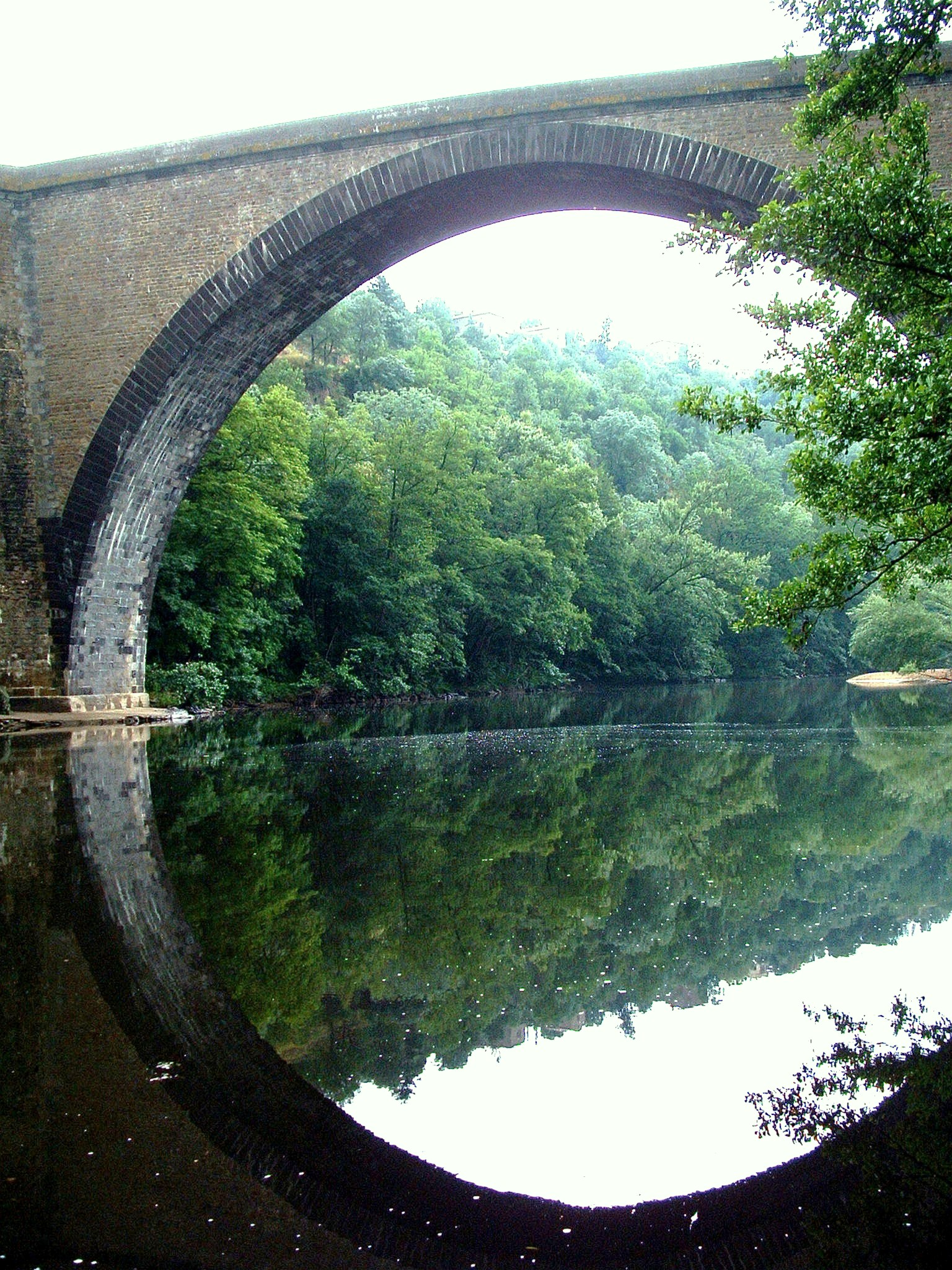
Pont de Vieille-Brioude

## Ponts présentant un intérêt architectural
Les ponts de la Haute-Loire inscrits à l’inventaire national des monuments historiques sont recensés ci-après.
- Pont de Margeaix - Beaulieu - XIXe siècle
- Pont de Confolent - Beauzac - Saint-Maurice-de-Lignon XIXe siècle
- Pont 1 - Blesle - XVe siècle ; XIXe siècle
- Pont 2 - Blesle - XIXe siècle
- Pont - Grenier-Montgon - XVIIIe siècle
- Pont dit Viaduc de la Violette - Grenier-Montgon - XXe siècle
- Pont de Lavoûte-Chilhac - XVe siècle
- Viaduc de la Recoumène - Le Monastier-sur-Gazeille - XXe siècle
- Vieux Pont dit Pont du Diable - Saint-André-de-Chalencon - XIe siècle
- Pont de Brugeilles - Torsiac - 1939[1]
- Pont de la Bajasse - Vieille-Brioude - XVe siècle
- Pont d'Auzon Construit en 1934; Sté Anonyme de Construction Industrielles et Travaux d'Art Chaussées. Construction Ermene Gildo Paltani.

## Sources
Base de données Mérimée du Ministère de la Culture.